# Barreiro de Besteiros
Barreiro de Besteiros é uma povoação portuguesa do Município de Tondela que foi sede da extinta Freguesia de Barreiro de Besteiros, freguesia que tinha 34,00 km² de área e 975 habitantes (2011), e, por isso, uma densidade populacional de 28,7 hab/km².
Com a reorganização administrativa de 2012, a Freguesia de Barreiro de Besteiros foi agregada à Freguesia de Tourigo para criar a União das Freguesias de Barreiro de Besteiros e Tourigo.
Barreiro de Besteiros integrou até 1836 o concelho de Besteiros, entretanto extinto. 

## População
| População da freguesia de Barreiro de Besteiros | População da freguesia de Barreiro de Besteiros | População da freguesia de Barreiro de Besteiros | População da freguesia de Barreiro de Besteiros | População da freguesia de Barreiro de Besteiros | População da freguesia de Barreiro de Besteiros | População da freguesia de Barreiro de Besteiros | População da freguesia de Barreiro de Besteiros | População da freguesia de Barreiro de Besteiros | População da freguesia de Barreiro de Besteiros | População da freguesia de Barreiro de Besteiros | População da freguesia de Barreiro de Besteiros | População da freguesia de Barreiro de Besteiros | População da freguesia de Barreiro de Besteiros | População da freguesia de Barreiro de Besteiros |
| ----------------------------------------------- | ----------------------------------------------- | ----------------------------------------------- | ----------------------------------------------- | ----------------------------------------------- | ----------------------------------------------- | ----------------------------------------------- | ----------------------------------------------- | ----------------------------------------------- | ----------------------------------------------- | ----------------------------------------------- | ----------------------------------------------- | ----------------------------------------------- | ----------------------------------------------- | ----------------------------------------------- |
| 1864                                            | 1878                                            | 1890                                            | 1900                                            | 1911                                            | 1920                                            | 1930                                            | 1940                                            | 1950                                            | 1960                                            | 1970                                            | 1981                                            | 1991                                            | 2001                                            | 2011                                            |
| 1 267                                           | 1 340                                           | 1 356                                           | 1 189                                           | 1 288                                           | 1 311                                           | 1 416                                           | 1 753                                           | 1 865                                           | 2 007                                           | 2 070                                           | 2 069                                           | 1 136                                           | 1 061                                           | 975                                             |

Pelo decreto nº 32 698, de 26 de fevereiro de 1943, a freguesia do Barreiro passou a ter a denominação actual. Com lugares desta freguesia foi criada pela lei nº 27/86, de 23 de Agosto, a freguesia de Tourigo
| Distribuição da População por Grupos Etários | Distribuição da População por Grupos Etários | Distribuição da População por Grupos Etários | Distribuição da População por Grupos Etários | Distribuição da População por Grupos Etários | Distribuição da População por Grupos Etários | Distribuição da População por Grupos Etários | Distribuição da População por Grupos Etários | Distribuição da População por Grupos Etários | Distribuição da População por Grupos Etários |
| -------------------------------------------- | -------------------------------------------- | -------------------------------------------- | -------------------------------------------- | -------------------------------------------- | -------------------------------------------- | -------------------------------------------- | -------------------------------------------- | -------------------------------------------- | -------------------------------------------- |
| Ano                                          | 0-14 Anos                                    | 15-24 Anos                                   | 25-64 Anos                                   | > 65 Anos                                    |                                              | 0-14 Anos                                    | 15-24 Anos                                   | 25-64 Anos                                   | > 65 Anos                                    |
| 2001                                         | 132                                          | 134                                          | 527                                          | 268                                          |                                              | 12,4%                                        | 12,6%                                        | 49,7%                                        | 25,3%                                        |
| 2011                                         | 81                                           | 94                                           | 501                                          | 299                                          |                                              | 8,3%                                         | 9,6%                                         | 51,4%                                        | 30,7%                                        |

Média do País no censo de 2001:  0/14 Anos-16,0%; 15/24 Anos-14,3%; 25/64 Anos-53,4%; 65 e mais Anos-16,4%
Média do País no censo de 2011:   0/14 Anos-14,9%; 15/24 Anos-10,9%; 25/64 Anos-55,2%; 65 e mais Anos-19,0%

## Património
- Estação de arte rupestre pré-histórica de Alagoa
- Igreja de Nossa Senhora da Natividade (matriz) unica
- Capelas de Nossa Senhora do Rosário/bodo e de Nossa Senhora dos aflitos